# Vermisstenfall Rebecca Reusch
Im Vermisstenfall Rebecca Reusch verschwand am 18. Februar 2019 die damals 15-jährige Schülerin Rebecca Reusch (* 21. September 2003) aus Berlin-Rudow im Berliner Bezirk Neukölln. Die Ermittler gehen inzwischen von einem Tötungsdelikt aus.

## Chronologie
Den Abend des 17. Februar 2019, einem Sonntag, verbrachte Rebecca Reusch bei ihrer Schwester Jessica, die mit Ehemann und Kind in Berlin-Britz lebte. Von dort wollte sie am Montagmorgen direkt zur Schule aufbrechen. Der Schwager Florian R. war an diesem Abend geschäftlich auf einer Feier und kam erst in den frühen Morgenstunden nach Hause. Rebecca verbrachte die Nacht auf dem Sofa im Wohnzimmer, die Schwester schlief im Schlafzimmer im ersten Stock. Am Morgen des 18. Februar verließ die Schwester mit ihrer Tochter gegen 7:00 Uhr das Haus, um zur Arbeit zu fahren. Sie gab an, am Morgen nicht noch einmal nach Rebecca gesehen zu haben.
Eine Freundin von Rebecca sagte aus, am Morgen des 18. Februar ein Snapchat-Foto von Rebecca erhalten zu haben. Auf diesem habe sie einen Kapuzenpullover der Band BTS, eine rosa Plüschjacke, zerrissene Jeans und schwarze Sneaker getragen und in einem Flur gestanden. Ermittlungen ergaben, dass Rebeccas Handy sich zuletzt um 7:46 Uhr in das WLAN ihrer Schwester eingeloggt hatte. Das Foto müsste demnach zwischen 7:00 und 7:46 Uhr entstanden sein. Da Snapchat-Fotos nach dem Öffnen jedoch automatisch gelöscht werden, ist der genaue Aufnahmezeitpunkt unbekannt.
Um 7:15 Uhr und nochmals um 8:25 Uhr versuchte Rebeccas Mutter, ihre Tochter anzurufen, erreichte aber jedes Mal nur die Mailbox. Als sie daraufhin ihren Schwiegersohn anrief, drückte dieser sie weg. Dessen Rückruf kurze Zeit später verpasste Rebeccas Mutter, rief dann aber erneut an, wobei der Schwiegersohn mitteilte, dass Rebecca nicht mehr im Haus sei. Danach, um 8:42 Uhr, schrieb die Mutter eine WhatsApp-Nachricht an Rebecca. Die Nachricht wurde zugestellt, jedoch nicht mehr gelesen.
In der Schule erschien Rebecca nicht. Am Nachmittag meldeten die Eltern sie als vermisst.
Auch einige persönliche Gegenstände von Rebecca waren nicht mehr aufzufinden, darunter die Kleidungsstücke, die sie auf dem Snapchat-Foto am Morgen trug, ihr Schulrucksack, eine Tasche, ihr Geldbeutel, ihr Handy und eine rosafarbene Polaroid-Kamera. Außerdem fehlte eine lilafarbene Decke aus dem Haushalt der Schwester.

## Ermittlungen
Der Schwager rückte früh in den Fokus der Ermittlungen, da er als einziger nachweislich am Morgen noch mit Rebecca im Haus gewesen war. Auch widersprachen seine Aussagen teilweise den Ermittlungsergebnissen der Polizei. So gab er an, am Morgen geschlafen zu haben, obwohl nachgewiesen werden konnte, dass er im Internet unterwegs gewesen war und Pornoseiten mit Fessel- und Strangulationspraktiken aufgerufen hatte.
Im Rahmen der Ermittlungen wurden auch die Kennzeichen-Erkennungs-Systeme an Autobahnen in der Umgebung ausgewertet. Dabei stellte sich heraus, dass das Fahrzeug des Schwagers sowohl am Vormittag des 18. Februar als auch am späten Abend des 19. Februar auf der A12 Richtung Frankfurt (Oder) gefahren war. Die Autobahn führt weiter nach Polen. Zum Grund seiner Fahrten machte der Verdächtige keine Angaben. Für Spekulationen sorgte Rebeccas Vater, als er in einem Interview mit RTL zu diesen Fahrten Stellung nahm: „Die ganze Nummer hängt mit einer anderen Sache zusammen, die ich aber nicht sagen darf“. In den Medien wurde daraufhin vielfach spekuliert, ob die Fahrten nach Polen mit Drogengeschäften in Verbindung zu bringen seien. Auch Aussagen der Schwester des Verdächtigen in einem Interview deuteten darauf hin. Belege dafür gibt es jedoch nicht.
Florian R. wurde im Februar und März 2019 zweimal festgenommen, jedoch beide Male nach kurzer Zeit aus Mangel an Beweisen wieder freigelassen.
Ein Zeuge gab an, am 18. Februar einen himbeerroten Renault Twingo, wie ihn der Verdächtige und seine Frau besaßen, in einem Waldstück nahe Kummersdorf an der A12 gesehen zu haben. Die Aussagen von drei Reiterinnen, denen dort gegen Mittag ein Mann aufgefallen war, stützten diese Angabe. Das Waldstück wurde daraufhin durchsucht, es konnten jedoch keine relevanten Spuren gefunden werden. Weitere Wälder und Seen im Umkreis der A12 wurden im März und April 2019 intensiv durchsucht, doch auch hier konnten keine weiteren Hinweise auf Rebeccas Verbleib gefunden werden.
Die Ermittler gehen davon aus, dass Rebecca das Haus ihrer Schwester nicht mehr lebend verlassen hat. Genügend Beweise für die Schuld des Hauptverdächtigen gibt es bislang jedoch offenbar nicht.

## Weitere Hinweise
Ein weiterer Verdacht fiel auf eine Internetbekanntschaft, einen Jungen in Rebeccas Alter. Es wurde vermutet, dass Rebecca sich am 18. Februar heimlich mit ihm getroffen haben könnte. Der Verdacht gegen ihn erhärtete sich kurzzeitig, da er kurz nach Bekanntwerden des Falles seine Social-Media-Profile löschte. Die Polizei ging der Spur nach, konnte ihn jedoch letztendlich als Verdächtigen ausschließen.
Eine Nachbarin von Jessica sagte aus, Rebecca sei ihr am späten Vormittag des 18. Februar 2019 auf der Straße entgegengekommen. Sie habe sich gewundert, da das Mädchen eine Decke dabei gehabt habe, obwohl es am Tag zuvor geregnet habe und der Boden noch feucht und daher nicht für ein Picknick oder ähnliches geeignet gewesen sei. Bei ihrer Begegnung habe Rebecca ein grimmiges Gesicht gemacht. Die Wetteraufzeichnungen vom 17. Februar widersprechen dieser Aussage, da es an diesem Tag völlig trocken gewesen sei, so ein Meteorologe der Berliner Wetterkarte e. V.
Zeugen gaben an, Rebecca noch im Laufe des 18. Februar 2019 an einer Bushaltestelle in der Nähe sowie in einem Bus der Linie 171 gesehen zu haben. Nach Auswertung der Videoaufzeichnungen aus dem Bus konnte diese Aussage jedoch nicht bestätigt werden.
Ein Zeuge berichtete außerdem, Rebecca Reusch am 4. April 2019 in Krakau gesehen zu haben.

## Mediale Aufmerksamkeit
Der Fall stieß in Deutschland auf ein großes Medienecho und löste eine Vielzahl an Spekulationen aus. Er wurde auch als „einer der rätselhaftesten Kriminalfälle Deutschlands“ oder als „einer der spektakulärsten Vermisstenfälle Deutschlands“ bezeichnet. Vermisstenfall-Experte Peter Jamin sprach vom „meistbeachtete(n) Fall in Deutschland“ und ergänzte: „Noch größeres Aufsehen hat nur der Fall von Maddie McCann erregt.“
Am 6. März 2019 wurde der Fall in der Sendung Aktenzeichen XY … ungelöst vorgestellt. Dort wurden auch Fotos des Hauptverdächtigen gezeigt. ZDF-Moderator Rudi Cerne sprach von dem „Fall, der ganz Deutschland […] beschäftigt“. Nach der Sendung gingen über 300 Hinweise aus der Bevölkerung ein, insgesamt bis 7. März 2019 über 700. Bis zum 13. April 2023 gingen insgesamt über 3000 Hinweise bei der Polizei ein.
Die Journalistinnen Miriam Arndts und Lena Niethammer veröffentlichten von Ende 2020 bis Anfang 2021 einen mehrteiligen Podcast mit dem Namen Im Dunkeln – Der Fall Rebecca Reusch, in dem weitere Zeugen zu Wort kamen und verschiedenen Spuren noch einmal nachgegangen wurde.
Am 2. Dezember 2021 lief auf dem Sender RTL eine zweistündige Dokumentation RTL Extra Spezial über den Fall Rebecca Reusch.
2024 widmete der MDR Podcast Die Spur der Täter anlässlich des fünften Jahrestags dem Fall eine Folge.

## Kritik an den Ermittlungen
- Das in den ersten Tagen nach dem Verschwinden von den Behörden veröffentlichte Fahndungsfoto von Rebecca wurde vielfach kritisiert, da das Mädchen aufgrund verwendeter Filter auf dem Bild nur schlecht zu erkennen war. Auch Rebeccas Mutter erklärte in einem Interview, dass dieses Foto ihrer Tochter wenig ähnlich sehe. Sie habe aber zu Beginn der Fahndung kein aktuelles Bild von Rebecca zur Hand gehabt, woraufhin die Polizei ein Foto von Rebeccas Instagram-Account verwendet habe.[22]
- Im Gegensatz zur Polizei stand Rebeccas Familie von Anfang an hinter Rebeccas Schwager. Sie äußerten mehrfach, dass sie von seiner Unschuld überzeugt seien, und kritisierten, dass die Ermittler die Möglichkeit, dass Rebecca noch lebe, völlig außer Acht ließen.[4][23] Auch einige Zeugen werfen der Polizei vor, den von ihnen gegebenen Hinweisen nicht genug Bedeutung beizumessen und sich zu sehr auf die Theorie zu stützen, dass Rebecca das Haus nicht mehr lebend verlassen habe.[4]
- Die Anwältin des Schwagers kritisierte die Veröffentlichung von Fotos ihres Mandanten und seine „Vorverurteilung“, die „im drastischen Widerspruch zur Unschuldsvermutung und dem damit verbundenen Grundsatz eines fairen Verfahrens“ stünden, während er bereits in Untersuchungshaft saß.[24]